# Atlantis (sång av Donovan)
Atlantis är en poplåt skriven och framförd av den skotske musikern Donovan. Den utgavs först i Storbritannien i november 1968 med "I Love My Shirt" som b-sida. Låten kom i de flesta andra länder ut tidigt 1969 och var då b-sida till "To Susan On The West Coast Waiting" eftersom "Atlantis" ansågs för lång för att bli en hit, men blev i flera fall populärare än denna. I Sverige var det dock "To Susan On The West Coast Waiting" som gick in på Tio i topp. Båda låtar ingick senare på studioalbumet Barabajagal.
Låten börjar som en lugn monolog som handlar om den mytiska ön Atlantis som sjönk i medelhavet. Låtens andra sektion är betydligt mer intensiv, och frasen "Way down below the ocean, where I wanna be, she may be" upprepas i flera minuter.

## Listplaceringar
| Lista (1968-1969) | Position              |
| ----------------- | --------------------- |
| Australien        | 19 (Go Set)           |
| Danmark           | 3 (DR "Top 10")       |
| Flandern          | 9                     |
| Irland            | 13                    |
| Kanada            | 12 (RPM)              |
| Nederländerna     | 1                     |
| Nya Zeeland       | 2                     |
| Schweiz           | 1                     |
| Storbritannien    | 23                    |
| USA               | 7 (Billboard Hot 100) |
| Vallonien         | 17                    |
| Västtyskland      | 2                     |
| Österrike         | 4                     |